# Dzwonkówka popielatofioletowa

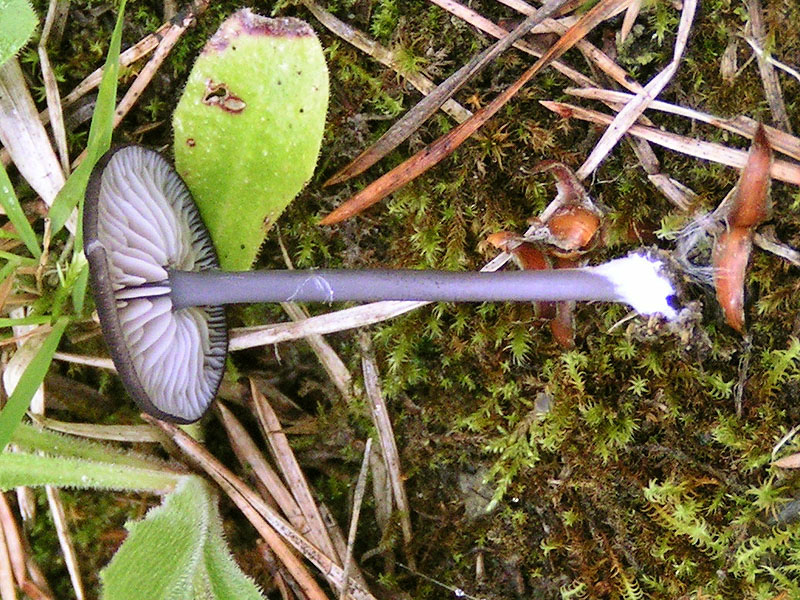

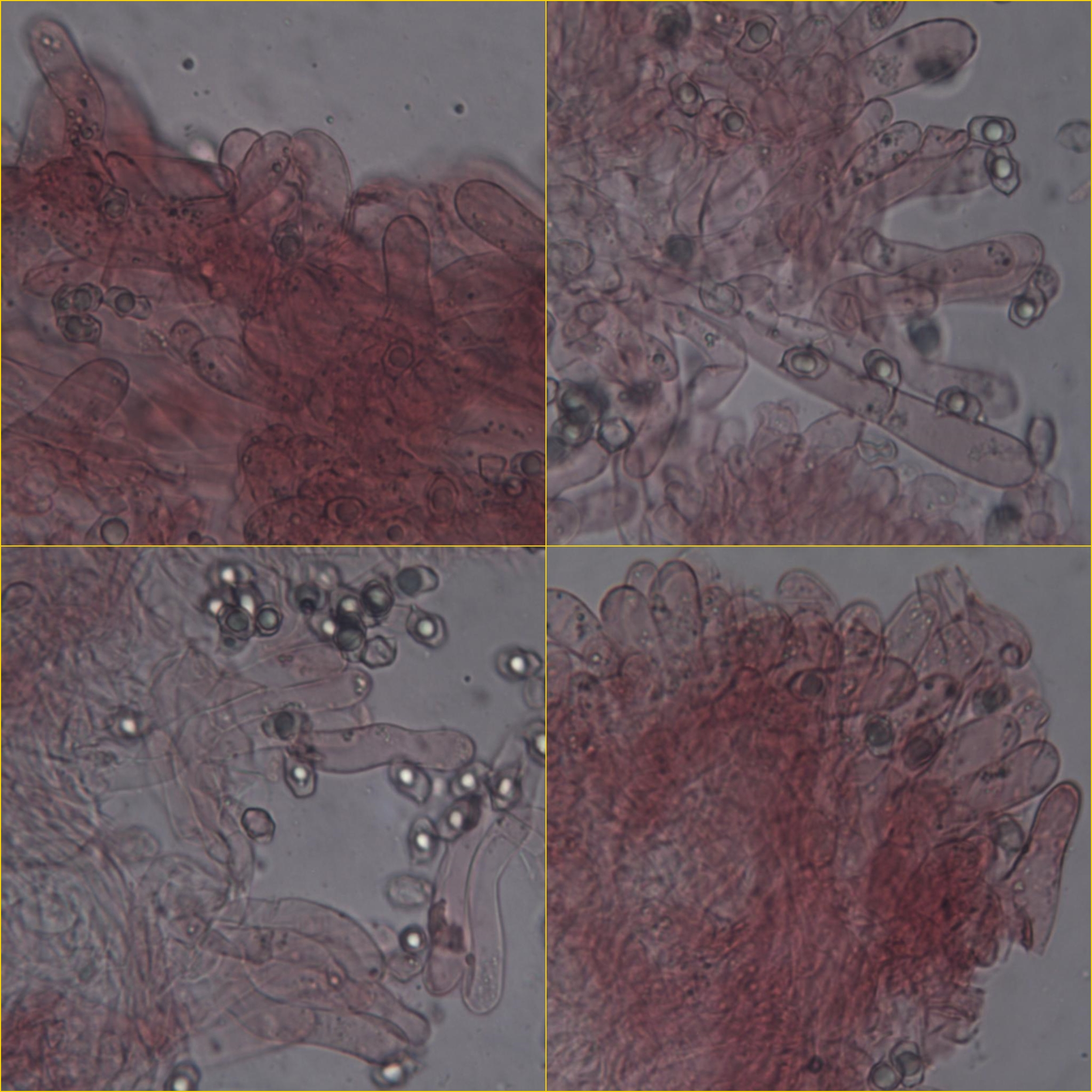
Cechy mikroskopowe

Dzwonkówka popielatofioletowa (Entoloma mougeoti (Fr.) Hesler) – gatunek grzybów z rodziny dzwonkówkowatych (Entolomataceae).

## Systematyka i nazewnictwo
Pozycja w klasyfikacji według Index Fungorum: Entoloma, Entolomataceae, Agaricales, Agaricomycetidae, Agaricomycetes, Agaricomycotina, Basidiomycota, Fungi.
Po raz pierwszy zdiagnozował go w 1873 r. Elias Fries, nadając mu nazwę Eccilia mougeoti. Obecną nazwę nadał mu Lexemuel Ray Hesler w 1967 r. Synonimy:

- Agaricus mougeotii (Fr.) Fr. 1874
- Eccilia mougeotii Fr. 1873
- Eccilia mougeotii var. minor Sacc. 1889
- Eccilia mougeotii Fr. 1873 var. mougeotii
- Entoloma ardosiacum var. mougeotii (Fr.) A. Pearson & Dennis 1948
- Entoloma mougeotii (Fr.) Hesler 1967 f. mougeotii
- Entoloma mougeotii var. fuscomarginatum Noordel. 1987
- Entoloma mougeotii var. incarnatum M.M. Moser 1986
- Entoloma mougeotii var. incarnatum M.M. Moser 1983
- Entoloma mougeoti (Fr.) Hesler 1967 var. mougeotii
- Leptonia mougeotii (Fr.) P.D. Orton 1960
- Leptonia serrulata var. berkeleyi Maire 1910
- Rhodophyllus mougeotii (Fr.) Bon 1973

Nazwę zwyczajową zaproponował Władysław Wojewoda w 2003 r.

## Morfologia
Kapelusz
Średnica 1,5–4,5 cm, początkowo wypukły z silnie podwiniętym brzegiem i mniej lub bardziej zagłębionym środkiem, potem rozszerzający się, w końcu wklęsły o nieregularnym brzegu. Jest niehigrofaniczny, w stanie wilgotnym nieprzeźroczysty i nieprążkowany. Barwa początkowo ciemnofioletowa do prawie czarnej na środku, u starszych okazów brązowawo-szara z wyraźnym fioletowym odcieniem. Powierzchnia początkowo filcowata lub aksamitna, potem drobnołuseczkowata, o łuseczkach na środku odstających, przy brzegu przylegających. Często jest promieniowo popękana.
Blaszki
W liczbie 20–40 z międzyblaszkami (l = 1–9), średnio gęste lub dość gęste, przyrośnięte, wykrojone lub zbiegające z ząbkiem, rzadko wyraźnie zbiegające, poszarpane, brzuchate. O szerokości do 10 mm. Początkowo białawe lub bladokremowe, potem różowe, czasem ze słabym liliowym odcieniem, w końcu brązowo-różowe. Ostrza tej samej barwy lub brązowe.
Trzon
Wysokość 3–8 cm, grubość 2–4,5 mm, cylindryczny lub nieco spłaszczony, czasami rozszerzający się ku podstawie, początkowo pełny, potem pusty. Jaśniejszy od kapelusza; – szarofioletowy lub stalowoszary, z ciemniejszą, kłaczkowatą osłoną, u podstawy biało filcowaty.
Miąższ
Cienki, włóknisty, w kapeluszu tej samej barwy co powierzchnia, w trzonie jaśniejszy. Bez wyraźnego zapachu, lub o zapachu nieco kwiatowym. W smaku lekko słodkawy lub lekko zjełczały.
Cechy mikroskopowe
Zarodniki w zarysie elipsoidalne, kanciaste, 5–9-kątowe, o wymiarach 9,0–11,5 (–12,5) × 6,0–8,0 (–9,0) μm. Podstawki 27–48 × 8–11 μm, 4–zarodnikowe, rzadko 2-zarodnikowe, ze sprzążkami. Cheilocystydy o kształcie od cylindrycznego do maczugowatego i rozmiarach 16–60 (–110)× 8–15 μm. Komórki skórki cylindryczne lub lekko rozdęte, o szerokości 8–20 μm z maczugowatymi elementami końcowymi o szerokości do 25 μm. Występuje w nich wewnątrzkomórkowy brązowy pigment. W tramie kapelusza błyszczące granulki. W strzępkach brak sprzążek.
Gatunki podobne
Cechami charakterystycznymi dzwonkówki popielatofioletowej są: szaroniebieska lub fioletowa barw kapelusza i trzonu, niehigrofaniczny i łuskowaty kapelusz, jasne blaszki. Ten zestaw cech łatwo pozwala ją odróżnić od innych gatunków. Nieco podobna jest Entoloma corvinum w Polsce notowana jedynie na stanowisku w Sudetach.

## Występowanie i siedlisko
Dzwonkówka popielatofioletowa występuje na nizinach zachodniej i północnej Europy oraz w górach środkowej i północnej Europy. Jest rzadka. W piśmiennictwie naukowym do 2003 r. podano na terenie Polski 5 stanowisk. Znajduje się na Czerwonej liście roślin i grzybów Polski. Ma status V – gatunek narażony na wymarcie, który zapewne w najbliższej przyszłości przesunie się do kategorii wymierających, jeśli nadal będą działać czynniki zagrożenia. Znajduje się na listach gatunków zagrożonych także w Szwajcarii, Niemczech, Danii, Norwegii, Holandii, Szwecji, Finlandii.
Owocniki pojawiają się od sierpnia do października pojedynczo lub w grupkach na ziemi w trawiastych miejscach, na naturalnych murawach, drogach, w lasach iglastych i liściastych, a także na terenach otwartych. Preferuje podłoże wapienne. W Polsce i na Słowacji występuje także na podmokłych łąkach, pastwiskach i brzozowo-olchowych zaroślach. Owocniki pojawiają się zazwyczaj od lipca do września.